# White Crows
White Crows is een sciencefiction-stripalbum van de Canadees Jean-François Bergeron (Pseudoniemen: Djief). Ook de tekeningen komen van zijn hand. De uitgeverij van de strip is Aboris.

## Verhaal
Dit sciencefictionverhaal speelt zich af in 2253. Bij buitenaardse rassen heeft het menselijke ras een slechte reputatie. Het menselijke ras staat bekend om zijn onbehouwen en agressieve gedrag en dat ze over het algemeen niet te vertrouwen zijn. De hoofdpersoon is politieman Willis die werkzaam is op de planeet Primor. Als hij op een dag bericht krijg dat zijn 15-jarige dochter shelly en haar robot Vector op Primor aangekomen is dit het begin van gevaarlijke ontwikkelingen.

## Album
| 1 |  | Hart van staal | 2011-2013 |